# Death Note

Ein Death Note

Death Note (jap. デスノート, Desu Nōto) ist eine Manga-Serie, die von 2003 bis 2006 nach einer Geschichte von Tsugumi Ōba vom japanischen Zeichner Takeshi Obata gezeichnet wurde. Sie handelt vom Schüler Light Yagami, der mit einem gefundenen Heft – dem Death Note – andere Menschen töten kann. Diese Fähigkeit setzt er ein, um sein Gerechtigkeitsideal umzusetzen, und löst dabei nicht nur einen Wandel in der Gesellschaft, sondern auch Ermittlungen der Polizei gegen ihn aus. Die Ermittlungen werden zum intellektuellen Duell zwischen Light und den Ermittlern, insbesondere den Detektiven L und Near.
Der Mystery-Thriller wurde in diverse Medien adaptiert, darunter auch eine Anime-Fernsehserie, die nicht nur in Japan, sondern auch international verbreitet wurden und erfolgreich waren. Kritiker lobten die ungewöhnliche Auseinandersetzung mit Moral, das spannende und durchdachte Spiel zwischen den Protagonisten und die gelungene Umsetzung. Der Erfolg insbesondere unter Jugendlichen und vereinzelte „Nachahmungsversuche“ mit eigenen Death Notes führten zu Verbotsdebatten und Disziplinarmaßnahmen gegen Schüler.

## Handlung

### Bis Kapitel 58
Der hochintelligente Oberschüler Light Yagami ist von der Welt um ihn herum enttäuscht. Daher möchte er wie sein Vater, der Polizist ist, Gerechtigkeit verbreiten und Jura studieren, um Verbrecher bestrafen zu können. An der Schule findet Light ein schwarzes Schreibheft, das „Death Note“, das ursprünglich dem Shinigami Ryuk gehörte. Es enthält detaillierte Anweisungen, nach welchen Regeln man einen Menschen damit töten kann: Ein Mensch stirbt, wenn man dessen Namen in das Heft schreibt und sich dabei dessen Gesicht vorstellt. Er erkennt darin die Möglichkeit, sein Ziel zu erreichen, eine perfekte Welt zu erschaffen, indem er alle Verbrecher tötet und die Bürger mit dieser Methode der Abschreckung von Verbrechen abzubringen. Ryuk, der nur durch Menschen gesehen werden kann, die das Death Note berührten, begleitet ihn, da es ihm in der Welt der Shinigami langweilig wurde.
Allerdings muss Light die Regeln des Heftes genauer erforschen. Die daraufhin einsetzenden häufigen Todesfälle unter Häftlingen bringen die Polizei und mit ihr L, einen mysteriösen Meisterdetektiv, auf seine Spur. So beginnt ein Katz-und-Maus-Spiel zwischen Light, dem im Internet und den Medien der Spitzname Kira (キラ) – in Anlehnung an das englische Wort killer – gegeben wurde, und L sowie der japanischen und der internationalen Polizei. Während L versucht, Kiras Identität und Tötungsmethode zu lüften, muss Light Ls Gesicht und wahren Namen herausfinden, um ihn in sein Death Note eintragen zu können.
L bemerkt, dass Kira Polizeiinformationen verwendet und lässt die Familien der japanischen Polizei der Kantō-Region von FBI-Agenten ausspionieren. Als diese von Kira getötet werden, gerät Light durch das auffällige Verhalten des für die Yagami-Familie zuständigen Agenten in Ls Visier. L beschließt, sich Light mit einer offensichtlich falschen Identität unter dem Namen Ryuzaki zu zeigen. Diesem gelingt es mit Ls ausdrücklicher Genehmigung, in die Ermittlungen der Polizei in Kiras Fall einbezogen zu werden. Als Misa Amane, einem Popsternchen, das sich seit Kiras Mord an den Mördern ihrer Eltern in ihn verliebt hat, ebenfalls ein Death Note in die Hände fällt, versucht sie mit eigenen Morden und Medienbotschaften Kira auf sich aufmerksam zu machen. Dabei stellt sie sich allerdings weit weniger geschickt an als Light es gerne hätte, weshalb er beschließt, sie unter seine Kontrolle zu bringen.
Weil Misa einen Handel mit ihrem Shinigami eingegangen ist, besitzt sie die Augen eines Todesgottes und kann die Namen sowie die restliche Lebenszeit aller Menschen sehen. Light will sich ihre Gabe zu nutzen machen und verlangt von ihr, dass sie Ls wahren Namen in Erfahrung bringen solle, um ihn dann anschließend zu beseitigen. Doch L bemerkt das Auftauchen des zweiten Kira, wie er Misa nennt, und Light bleibt nichts anderes übrig, als Misa und sich selbst durch die Aufgabe der Death Notes die Erinnerung daran zu nehmen, um der endgültigen Entdeckung durch L zu entgehen. Kurz darauf werden Misa und Light von L gefangen genommen.
L ist dank seiner bisherigen Ermittlungen im Stande, die Identitäten Kira und Zweiter Kira in Verbindung mit Light und Misa zu setzen, aber ihm ist es letztendlich nicht möglich, diese auch zu beweisen. Einerseits gibt es weitere Morde während ihrer Gefangenschaft, andererseits ändert sich das Verhalten der beiden Verdächtigen maßgeblich, was ihre Schuld wieder in Frage stellt. So vermutet L, beide hätten ihre Identität als Kira verloren, weil Kira vielleicht nicht der ausführende Mensch, sondern eine übernatürliche Macht sei, die einen menschlichen Wirt benötigt. Die neuen Morde verlaufen nicht mehr nach dem Muster des Gerechtigkeitswahns, sondern nach der Profitgier, da eines der Death Notes einem Unternehmen zugespielt wurde, das dieses nun zu ihrem eigenen Vorteil verwendet. So kann Light, weiterhin von L verdächtigt, den neuen Kira verfolgen, bis er sein Death Note und somit seine Erinnerungen wiedererlangt.
Nach der Festnahme des neuen Kira erkennt L Light als ersten Kira, aber es ist zu spät für ihn. Denn Light bringt Misas Todesgott Rem dazu, L in das Death Note einzutragen, da Rem Misas Festnahme aus Liebe unbedingt vermeiden möchte. Die Polizei steht also weiter vor dem Rätsel um Kiras Identität, während Light die Führung der Ermittlungen übernimmt. Nun setzen Ls zerstrittene Nachfolger, Near und Mello, die Ermittlungen getrennt fort und schon bald fällt Nears Verdacht wieder auf Light.

### Ab Kapitel 59
Light übernimmt wenige Tage nach Ls Tod die Ermittlungen und gibt sich fortan als L aus, um dessen Tod zu verschleiern. In den darauffolgenden Jahren sterben mehr Verbrecher als jemals zuvor, während immer mehr Menschen Kira befürworten, sowie verschiedene Staaten sich Kiras Urteil beugen.
Mello, der nach dem Streit um die Nachfolge Ls das Heim, in welchem Near und Mello gewohnt hatten, verlässt, hat sich mittlerweile einer Mafia-Gruppe angeschlossen. Mit dieser lässt er den Generaldirektor der japanischen Polizeibehörde entführen. Da sie das Death Note als Forderung für die Freilassung der Geisel haben wollen, trägt Light den Namen des Generaldirektors in sein Death Note ein, damit dieser sich selbst erhängt und das Death Note nicht in deren Hände gerät.
Nach dessen Tod erfährt das Ermittlungsteam von der Entführung von Lights Schwester. Sie bitten deshalb Near um Hilfe, der inzwischen eine Organisation zur Ergreifung Kiras gegründet hat, die Special Provision for Kira, kurz SPK. Dieser offenbart ihnen, dass er von Ls Tod informiert worden sei und somit von der Existenz eines falschen bzw. eines zweiten Ls weiß, spricht ihnen aber seine Hilfe zu. Soichiro Yagami, Lights Vater, der inzwischen zum Übergabeort aufgebrochen ist, überreicht dort Mellos Gruppe das Death Note. Durch Tricks wird es dem gesamten Einsatzteam sowie Near nahezu unmöglich gemacht, den genauen Standpunkt von Soichiro auszumachen, was letzten Endes zum Verlust des Death Notes führt.
Light teilt dem Ermittlerteam als Kira mit, dass er an einem bestimmten Zeitpunkt alle der ihm bekannten Verbrecher der Gruppe töten werde. Er kann zudem den genauen Ort ihres Verstecks angeben. Das Ermittlerteam entschließt sich dazu, an diesem Zeitpunkt das Buch wieder zurück in ihren Besitz zu bringen. Bei der Erstürmung des Gebäudes gelingt es ihnen das Death Note sicherzustellen, wobei Mello jedoch entkommen kann. Durch ein Mitglied der Mafiagruppe wird Soichiro schwer verletzt und stirbt daraufhin im Krankenhaus.
Mello schafft es daraufhin, ein Mitglied der SPK als Geisel zu nehmen. Bei dem erzwungenen Gespräch mit Near offenbart er diesem, dass eine Regel aus dem Death Note frei erfunden sei und dass Shinigamis wirklich existieren. Near teilt diese Information Light und dem Ermittlerteam mit, wodurch sich der Verdacht gegen Light wieder erhärtet. Light entschließt sich Near zu töten und befiehlt dem Präsidenten der Vereinigten Staaten sämtliche Aktivitäten der SPK einzustellen, woraufhin sich eine große Gruppe an Kira Sympathisanten bildet, die unter der Führung von Demegawa, einem Nachrichtenmoderator, den Stützpunkt der SPK stürmt. Diese schaffen es jedoch durch einen Trick zu entkommen. Durch verschiedene Beweise ist Near nun fest davon überzeugt, dass Light Kira ist. Da auch Teile des Ermittlerteams wieder glauben, dass Light Kira ist, entwickelt dieser einen Plan: Er überzeugt Misa, ihre Besitzansprüche an das Death Note abzugeben und es an einen Kira-Verehrer, Teru Mikami, zu schicken. Da dieser ähnlich wie Light denkt und Kira zudem als einen Gott sieht, führt er die Morde in seinem Namen weiter aus.
Light schlägt anschließend vor, Kiyomi Takada, die er noch aus seiner Unizeit kennt und die nun als Kiras Sprechrohr dient, in die Ermittlungen einzubinden. Er schafft es, sie zu einem Treffen zu überreden. Bei diesem Treffen ruft zufällig Teru, der dringend zu Kira Kontakt aufnehmen will, bei Kiyomi an. Light kommt an das Handy heran und überzeugt das Ermittlerteam, welches durch Wanzen mithört, dass er auf Anweisung Kiras die Wanzen entfernen muss. Nachdem er das getan hat, offenbart er ihr seine wahre Identität. Da Kiyomi eine Kira-Verehrerin ist und Light zudem der einzige Mann ist, den sie jemals respektiert hat, will sie ihm helfen. Light überredet sie, die Morde von Kira durch herausgerissene Zettel auszuführen, während Teru eine exakte Kopie des Death Note anfertigen und nur noch in dieses schreiben soll. Gevanni, ein Mitglied der SPK, beschattet Teru und wird Zeuge eines vermeintlichen Beweises, der zeigt, dass Teru das echte Death Note besitzt. Den Mord, den Teru vor Gevanni ausführt, wird jedoch nicht von ihm, sondern von Kiyomi ausgeführt, die mit Hilfe eines Handys alles genau beobachten konnte.
Aizawa, ein Mitglied des Ermittlerteams, hat unterdessen durch einen Test herausgefunden, dass Light und Kiyomi sich heimlich Briefe schreiben und erzählt dies der SPK. Als Misa kurz vor Neujahr von der SPK entführt wird, leistet ihr Leibwächter deshalb keinen Widerstand. Mello fällt unterdessen den Entschluss, Kiyomi zu entführen. Light, der zuvor bei einem Gespräch mit Kiyomi ihr Mellos richtigen Namen gesagt hat, befiehlt ihr über ein Telefonat, Mello zu töten. Danach tötet Light sie mit Hilfe eines verborgenen Zettels, den er in seiner Uhr versteckt hielt.
Light und Near einigen sich auf ein Treffen aller Mitglieder des Ermittlerteams sowie der SPK. Light plant, dass Teru mit dem echten Death Note daran teilnimmt, um alle zu töten. Near offenbart Light, dass Gevanni Seiten aus dem Buch ausgetauscht habe, damit sie nicht sterben. Der glaubt jedoch, dass Near nicht von einer Fälschung des Buches ausgeht und schreit kurz vor dem Zeitpunkt, an dem die Ermittler und das SPK Team sterben sollen, seinen Sieg heraus. Als jedoch keiner stirbt, teilt Near Light mit, dass er nicht nur Seiten aus der Fälschung ausgetauscht habe, sondern auch das Original, das Teru auf der Bank versteckt hatte. Da Teru nämlich dachte, dass Light die Hände gebunden seien, ging er zum Versteck des echten Death Notes und trug dort ebenfalls Kiyomis Namen ein. Gevanni fiel auf, dass Teru sich das erste Mal Sorgen machte, ob ihn jemand beschattet. Ihm gelang es daraufhin, das echte Buch an sich zu nehmen und mit einer weiteren Fälschung auszutauschen. Teru wird daraufhin festgenommen und das Buch, das sich in seinem Besitz befand, beschlagnahmt. Darin stehen alle Namen der anwesenden Personen, bis auf Lights. Der fehlende Name ist der letzte Beweis für seine Schuld.
Light gibt daraufhin alles zu und erklärt, wieso er eine bessere Welt haben wollte. Er versucht, mit Hilfe des verborgenen Zettels in seiner Uhr Near zu töten, doch Matsuda schafft es gerade noch ihn anzuschießen und ihm somit am Weiterschreiben zu hindern. Verzweifelt versucht Light noch einmal davonzukommen und fleht schließlich sogar Ryuk an, ihm zu helfen. Dem wird klar, dass Light nun endgültig verloren hat und eingesperrt werden wird. Da Ryuk es langweilig fände, bis zu Lights Tod im Gefängnis an dessen Seite zu verbleiben, beschließt er, Light zu töten. Er trägt den Namen Light Yagami in sein eigenes Death Note ein, der daraufhin verstirbt.
Ein Jahr später hat sich wieder Normalität eingestellt, die Menschheit verhält sich wieder so, wie vor dem Auftauchen Kiras. Near tritt nun unter dem Namen „L“ auf und arbeitet mit der Polizei zusammen, die inzwischen von Shuichi Aizawa geleitet wird. Unter der Führung einer Frau – die einem Interview der Autoren zufolge trotz aller Ähnlichkeiten nicht Misa ist – ist eine religiöse Bewegung entstanden, die Kira als ihren Gott verehrt und auf seine Rückkehr hofft.

### Alternatives Ende des Animes
Am Ende des Director’s Cut des Animes nach dem Tod von Light Yagami, sieht man im Reich der Shinigamis, das parallel zur Menschenwelt existiert, wie ein geheimnisvoller Shinigami mit gewissen Ähnlichkeiten zu Light nach Ryuk sucht, um mehr über die Menschenwelt zu erfahren. Ryuk erzählt dem unbekannten Shinigami die Geschichte von Light, woraufhin sich der unbekannte Shinigami schlussendlich selbst auf den Weg zur Menschenwelt macht.

## Figuren

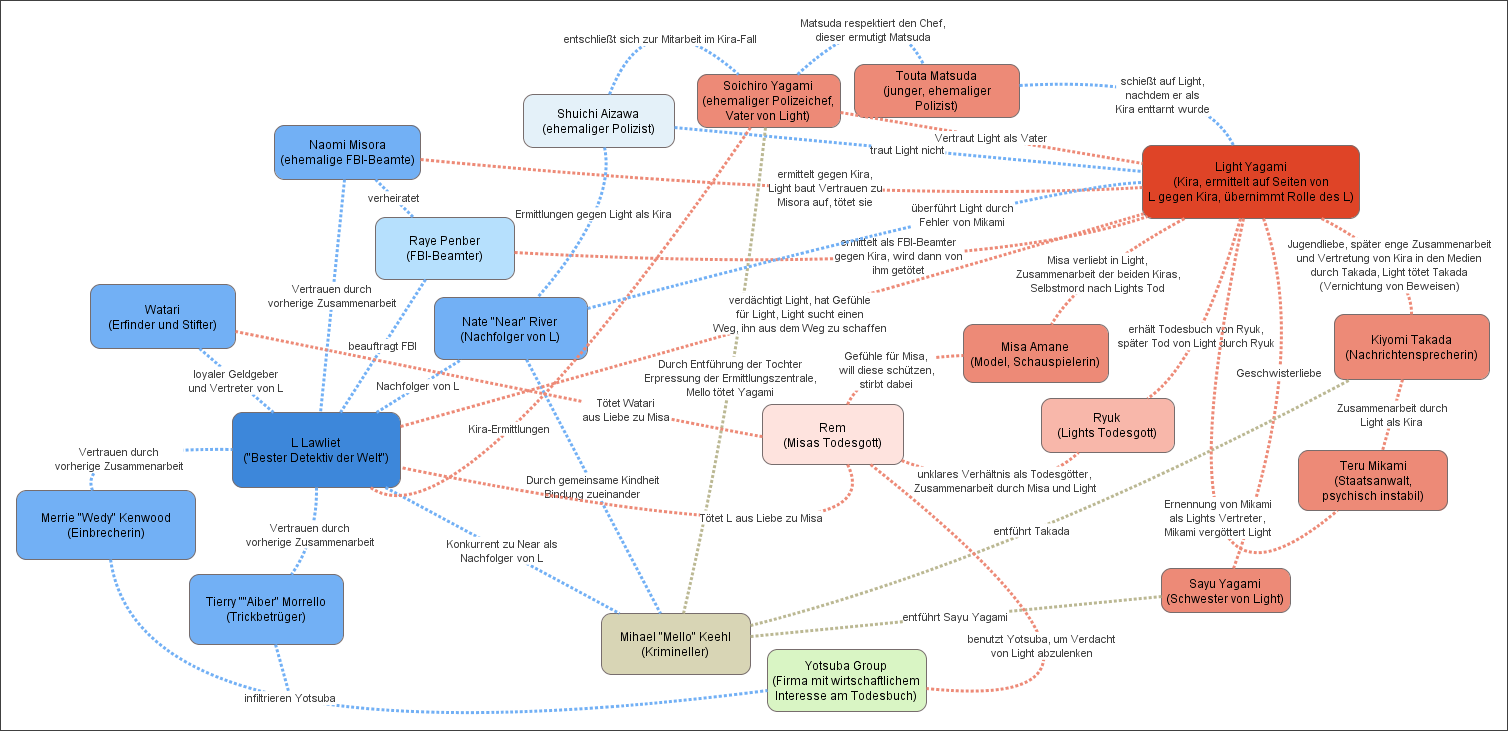
Schaubild zur Figurenkonstellation

### Hauptfiguren
- Light Yagami (夜神 月, Yagami Raito; Geburtstag: 28. Februar 1989) ist der anfangs 17-jährige Protagonist. Er hat eine hohe Intelligenz, handelt meistens wohlüberlegt und überstürzt nichts. Er hat das Talent, andere Menschen zu durchschauen. Völlig von der Richtigkeit seiner Idee von einer perfekten Welt überzeugt, tötet er anfangs nur Schwerverbrecher. Sein Wahn wächst jedoch zunehmend und der intellektuelle Wettkampf mit L fordert bald auch unschuldige Opfer. So geraten die japanische Polizei (inklusive seines Vaters, des Einsatzleiters), das FBI sowie andere Organisationen, die hinter ihm her sind, in sein Visier. Doch auch die Menschen, die ihm als Kira folgen, dienen ihm lediglich als Figuren in seinem Spiel. Er stirbt sowohl am Ende des Animes als auch des Mangas.
- L (エル, Eru, richtiger Name: L Lawliet) im Manga und im Anime auch kurz bekannt als Erald, Coil und Deneuve, welche die drei besten Detektive der Welt sein sollen. Er nahm sich diese Decknamen, um besser geschützt zu sein vor denen, die ihn aufspüren wollten. Er ist ein großes Genie und daher ein sehr bekannter Privatdetektiv, dessen Identität und Aussehen nicht bekannt sind, bis er sich in Kiras Fall der Polizei und Light zeigen muss. Davon überzeugt, dass Kira ein größenwahnsinniger Serienmörder ist, will er ihn um jeden Preis überführen. Er verdächtigt Light sehr schnell. Von der Existenz der Todesgötter weiß er aber nichts, auch wenn er diese durch eine unvorsichtige Äußerung Misas vermutet.

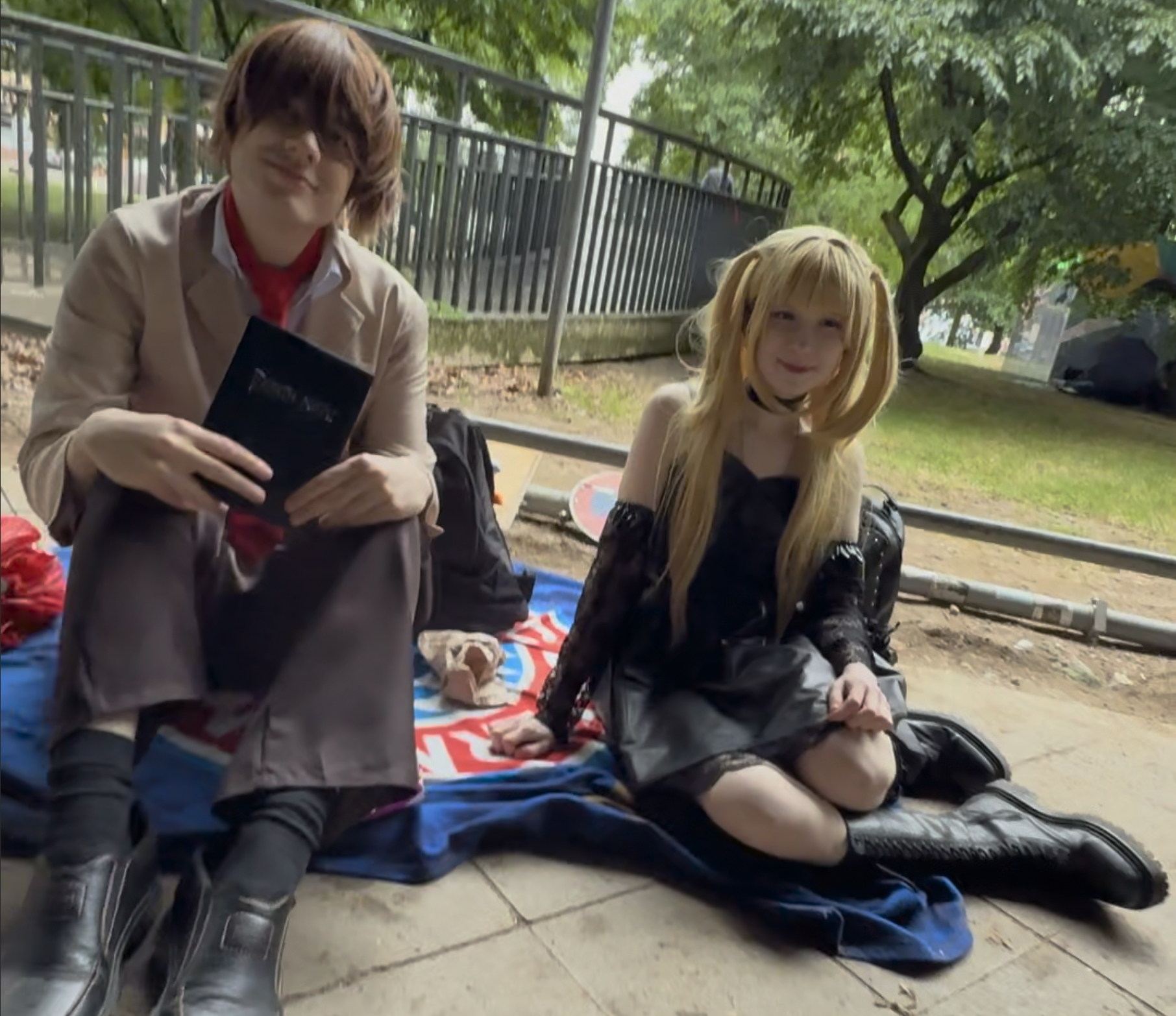
Cosplay beim Japantag 2025

- Misa Amane (弥 海砂, Amane Misa) ist ein Model und Popsternchen, der ebenfalls ein Death Note in die Hände fällt. Wegen eines Vorfalls in der Vergangenheit ist sie Kira sehr dankbar und beschließt, ihn zu unterstützen. Allerdings ist sie bei weitem nicht so intelligent wie Light oder L und bringt Kira dadurch in Schwierigkeiten. Da sie herausfindet, wer sich hinter Kira verbirgt, wird sie Lights Freundin und führt seine Befehle aus. Sie hat die Augen des Shinigami im Tausch für die Hälfte ihres noch verbliebenen Lebens bekommen und kann die Namen sowie die restliche Lebenszeit von Menschen sehen. Am Ende des Animes sieht man sie in Maid-Kleidung auf einem Hochhaus stehen, wobei jedoch offengelassen wird, ob sie in die Tiefe springt oder nicht. Am Ende des Mangas sieht man eine Frau genau ein Jahr später, wie sie eine Gruppe von Kira-Anhängern in Kapuzen zu einer Art Geheimtreff in die Berge geleitet, um für den toten Light zu beten. In Death Note How To Read 13 haben die Autoren in einem Interview erklärt, dass diese Person entgegen vielen Vermutungen nicht Misa, sondern nur irgendeine Anhängerin ist. Im Manga ist der 14. Februar 2011 als ihr Todesdatum festgelegt worden, knapp 13 Monate nach Lights Tod.
- Near (ニア, Nia, richtiger englischer Name: Nate River) streitet im späteren Verlauf der Geschichte mit Mello um Ls Titel. Er arbeitet bei einer amerikanischen Spezialeinheit, der SPK, die Kira festnehmen will und spielt nach dem Tod von L eine tragende Rolle bei der Überführung Lights als Kira.
- Mello (メロ, Mero, richtiger englischer Name: Mihael Keehl) will Near Ls Titel nicht überlassen. Er beginnt ein Spiel mit Light, da ihm eines der Death Notes in die Hände fällt. Im Gegensatz zu L und Near ist Mello sehr emotional. Seine impulsive Art macht ihn gefährlich und unvorhersehbar, wobei er sogar mit Verbrechern zusammenarbeitet. Er wird von Kiyomi Takada umgebracht.
- Teru Mikami (魅上 照, Mikami Teru) wird von Light zum vierten Kira gemacht, nachdem der Druck der Ermittler zu groß wird. Er ähnelt Light sehr in seinen Idealen und Denkweisen, was riskante Kontaktaufnahmen oft überflüssig macht. In Light sieht er nicht nur Gerechtigkeit, sondern Gott selbst, was seine uneingeschränkte Loyalität bewirkt. Auch Mikami ist den Handel für die Augen des Todesgottes eingegangen.
- Kiyomi Takada (高田 キヨミ, Takada Kiyomi) ist das „Sprachrohr“ Kiras. Sie wird später von Light dazu benutzt, um mit Teru Mikami zu kommunizieren. Außerdem führt sie eine Zeit lang die Morde Kiras aus und tötet, kurz vor ihrem eigenen Tod, Mello.

### Shinigami

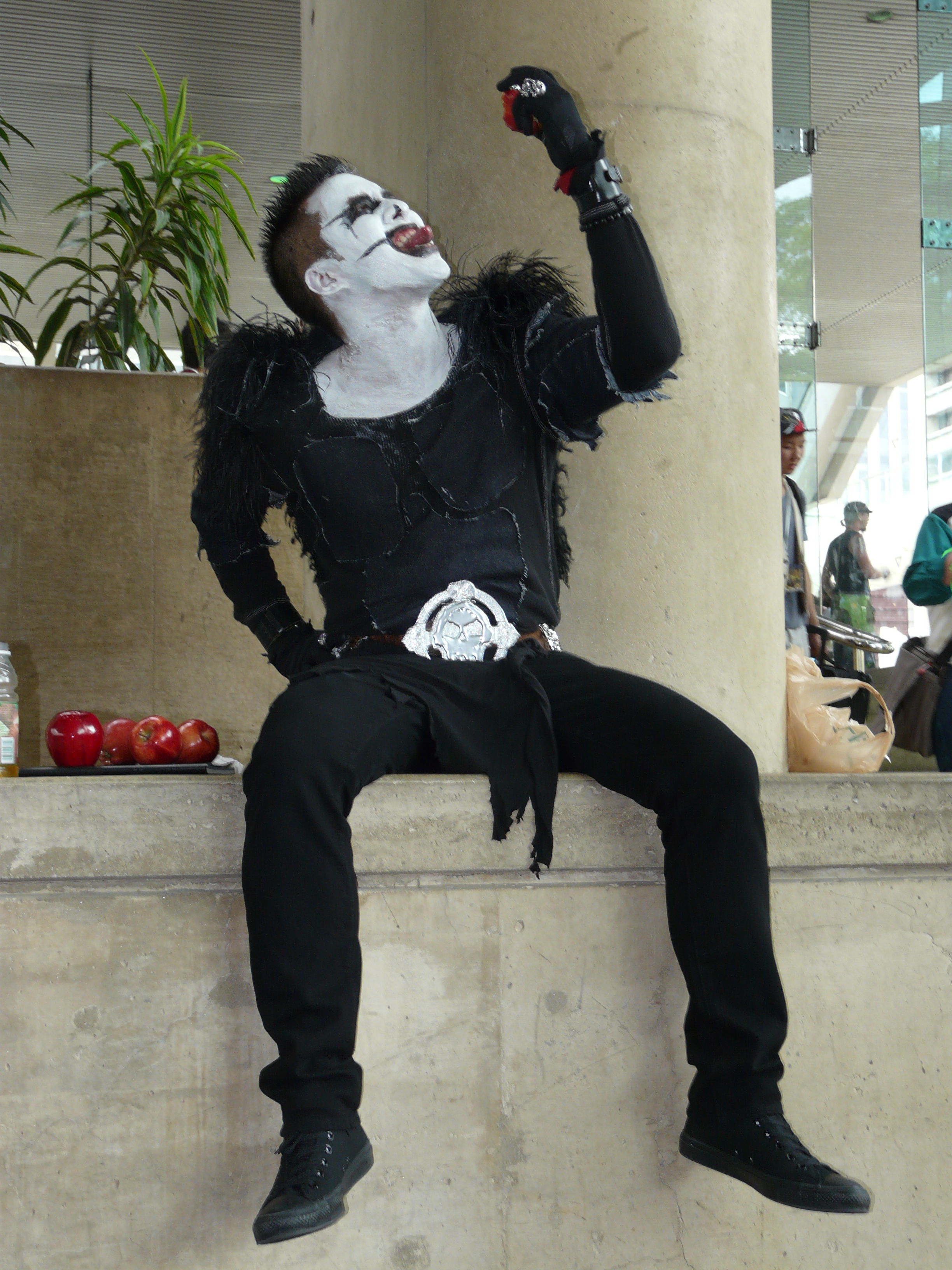
Cosplayer als Ryuk

- Ryuk (リューク, Ryūku) ist ein Todesgott, der aus „Langeweile“ ein Death Note in die Menschenwelt fallen ließ, wo es schließlich von Light gefunden wird. An sich folgt Ryuk Light nur als neutraler Beobachter, tut ihm jedoch immer wieder kleinere Gefallen, um für weitere Spannung zu sorgen. Des Weiteren liebt er Äpfel. Selbst sagt er, dass Äpfel für ihn das seien, was für Menschen Zigaretten und Alkohol sind.
- Rem (レム, Remu) ist Misas Todesgöttin und hat Gefühle für sie. Sie hat ein sehr kluges Wesen und bewahrt stets die Ruhe. Misa gegenüber zeigt sie jedoch oft ihr Mitgefühl. Sie äußert oft ihr Misstrauen, welches sie gegen Light Yagami hegt. Für Misa würde Rem alles tun; sie ist sogar bereit, ihr Leben zu opfern.
- Shidoh (シドウ, Shidō) ist genau wie Ryuk ein Todesgott, welcher vergeblich sein eigenes Death Note sucht, das Ryuk gestohlen hat. Später arbeitet Shidoh mit Mello und seinen Leuten zusammen, da dieser sein Notizbuch hat.
- Jealous (嫉妬深い, Jealous) ist der Shinigami, welcher Misa Amane das Leben rettete und dabei starb. Das Death Note, welches nach seinem Tod erhalten blieb, nahm Rem an sich und gab es Misa.

### Das Ermittler-Team
- Soichiro Yagami (夜神 総一郎, Yagami Sōichirō; Geburtstag: 12. Juli 1955) ist Lights Vater und leitet die Ermittlungen gegen Kira.
- Shuichi Aizawa (相沢 周市, Aizawa Shūichi) ist ein Mitglied des Ermittlungsteams, der eine Frau und eine kleine Tochter hat. Da er sie nicht mittellos zurücklassen will, hat er Angst, von Kira getötet zu werden.
- Tōta Matsuda (松田 桃太, Matsuda Tōta) ist zwar ein loyales Mitglied des Ermittlerteams, doch wegen seines Missgeschicks behindert er die Anderen oftmals mehr, als dass er ihnen hilft. Gerade L zweifelt oft an seinen Fähigkeiten.
- Kanzo Mogi (模木 完造, Mogi Kanzō) ist ein Mitglied des Ermittlerteams, der von L als Topmann bezeichnet wird, da er zuverlässig ist und auch schwierige Aufgaben schnell und sauber erledigen kann.

### Familie Yagami
- Sachiko Yagami (夜神 幸子, Yagami Sachiko) ist die Mutter von Light und Sayu und die Ehefrau von Soichiro Yagami. Sie ist sehr stolz auf ihren Sohn Light, da dieser ein sehr begabter Schüler ist.
- Sayu Yagami (夜神 粧裕, Yagami Sayu) ist die jüngere Schwester von Light und die Tochter von Soichiro und Sachiko Yagami. Wie ihre Mutter ist sie sehr stolz auf ihren großen Bruder. Sie besucht seit zwei Jahren die Eishu Mittelschule.
- Soichiro Yagami (夜神 総一郎, Yagami Sōichirō) ist Light Yagamis Vater, Chef der NPA, und ein Polizeibeamter, der anfangs die japanische Task Force leitet.

### Nebenfiguren
- Ls Helfer stehen dem international unter verschiedenen Identitäten agierenden Detektiv im Fall Kira zur Seite. Watari (Quillsh Wammy) ist ein vermögender Erfinder, der als Verbindungsmann zwischen L und der Polizei fungiert. Wedy (Merrie Kenwood) ist eine Einbrecherin und Sicherheitsexpertin, Aiber (Tierry Morrello) ein Trickbetrüger und Verwandlungskünstler.
- Raye Penber (レイ・ペンバー, Rei Penbā) ist ein FBI-Agent, der von L beauftragt wurde Soichiro Yagamis Familie zu beschatten. Er spielt bei der Ermordung der FBI-Agenten eine tragende Rolle.
- Naomi Misora (南空 ナオミ, Misora Naomi) ist eine ehemalige FBI-Agentin und die Verlobte von Raye Penber. Nachdem sie Light ihre Vermutung, dass Kira nicht nur durch Herzversagen töten könne, offenbart hat, schafft dieser es an ihren Namen heranzukommen und sie anschließend zu töten.
- Mail Jeevas/Matt ist ein guter Freund von Mello, der ihn aus dem Wammys House kennt. Er erreichte den dritten Platz im Wettstreit um Ls Nachfolge. Matt hat braune Haare, trägt immer eine Fliegerbrille mit orangen Gläsern, liebt Videospiele und ist Kettenraucher. Er kommt bei einer Schießerei mit Kiras Anhängern ums Leben.

## Veröffentlichungen
Die Serie ist das erste Werk des Autors Tsugumi Ōba, ein Pseudonym, das vom bereits zuvor erfolgreichen Zeichner Takeshi Obata umgesetzt wurde. Death Note erschien in Japan von Dezember 2003 bis Mai 2006 wöchentlich in Einzelkapiteln im Manga-Magazin Shōnen Jump. Der Shūeisha-Verlag brachte diese 108 Einzelkapitel auch in zwölf Sammelbänden heraus.
Der Verlag Tokyopop veröffentlichte Death Note von September 2006 bis März 2009 in deutscher Sprache in 12 Bänden. Außerdem ist seit April 2009 die Death Note Black Edition erhältlich. Die sechs Sammelbände enthalten unter anderem farbige und größere Seiten. Seit November 2024 veröffentlicht der Verlag eine Diamond Edition; bisher sind fünf von sieben geplanten Bänden erschienen (Stand Juli 2025). Der Manga wird auch unter anderem auch in Südkorea, den USA, Kanada, Taiwan, Spanien, Lateinamerika, Italien, den Niederlanden, Russland, Polen, Portugal, Schweden und Dänemark publiziert.
Im 2006 in Japan erschienenen Artbook Obata Takeshi illustrations – blanc et noir machen Illustrationen zu Death Note neben einigen anderen Serien des Zeichners einen großen Anteil aus. 2015 erschien das Artbook bei Tokyopop in Deutschland. Ein 13. Band zu Death Note beinhaltet Informationen zu den Charakteren, ein Interview und Yonkoma-Strips. Er erschien 2008 auch auf Deutsch bei Tokyopop. Der Verlag brachte 2009 und 2010 auch eine zweite Edition der Serie als Black Edition heraus, mit anderer Aufmachung und Farbseiten in sechs größeren Bänden, die jeweils zwei der normalen Bände enthalten.
Im Februar 2021 erschien in Japan der Sammelband Death Note Short Stories, der mehrere, in sich abgeschlossene Kurzgeschichten sowie Yonkoma-Manga enthält. Im Dezember 2021 wurde der Band von Tokyopop auf Deutsch veröffentlicht.

## Adaptionen

### Realverfilmungen
Am 17. Juni 2006 kam der Realfilm Death Note in die japanischen Kinos. Der Film mit Tatsuya Fujiwara in der Rolle des Light Yagami war zwei Wochen auf Platz eins der japanischen Kino-Charts und gilt somit als kommerzieller Erfolg. Ein zweiter Realfilm erschien am 3. November desselben Jahres. Die beiden Realfilme spielten allein in Japan über 60 Millionen US-Dollar ein. Der erste Film wurde an zwei Mai-Abenden 2008 in über 300 Kinos in den USA gezeigt. Panini erwarb die Rechte für die deutsche Veröffentlichung. 2007 wurde er auf dem Fantasy Film Festival aufgeführt und erschien später auf BluRay und DVD.
Am 3. November 2006 kam der zweite Realfilm, Death Note – The Last Name heraus, der später ebenfalls bei Panini auf Deutsch erschien. Am 9. Februar 2008 folgte in Japan L – Change the WorLd, der sich mit der Figur des L, gespielt von Ken’ichi Matsuyama, beschäftigt. Als direkter Nachfolger zu Death Note – The Last Name kam am 29. Oktober 2016 Death Note: Light Up the New World heraus. In dem Film geht es um Cyber-Terrorismus und sechs Death Notes, die in der Menschenwelt verteilt werden. Die Geschichte dreht sich um drei neue Kontrahenten, allerdings wieder mit Erika Toda in der Rolle der Misa Amane und Nakamura Shidō II als die japanische Stimme von Ryuk.
Ein Dorama zum Manga wurde erstmals ab dem 5. Juli 2015 von Nippon TV in Japan ausgestrahlt. Es umfasst insgesamt 11 Episoden und entstand unter der Regie von Ryō Nishimura und Ryūichi Inomata. Das Drehbuch stammt von Yoshihiro Izumi und die Musik von Takayuki Hattori. Über die Plattform Crunchyroll wurde die Serie international veröffentlicht.
Warner Bros. sicherte sich bereits 2008 die Rechte für einen Film zu Death Note, der schließlich 2017 ebenfalls unter dem Titel Death Note über Netflix veröffentlicht wurde. Als Drehbuchautoren verpflichtete Warner das Duo Charles und Vlas Parlapanides. Die Regie übernahm Adam Wingard.

### Anime
Vom 3. Oktober 2006 bis zum 26. Juni 2007 lief auf dem japanischen Fernsehsender NTV eine Umsetzung der Geschichte als Anime-Fernsehserie. Die Serie wurde von Madhouse produziert und umfasst 37 Episoden. Regie bei dem Anime führte Tetsuro Araki und Hauptautor war Toshiki Inoue. Die künstlerische Leitung lag bei Mio Isshiki und für das Charakterdesign war Masaru Kitao verantwortlich.
Panini veröffentlichte die Serie ab September 2008 auf Deutsch. Ab dem 11. April 2009 wurde die Serie vom Sender Animax auf Deutsch ausgestrahlt. Die englische Synchronfassung wurde von diversen Sendern in Nordamerika, Asien, Australien und Südafrika ausgestrahlt, außerdem erfuhr der Anime eine Fernsehausstrahlung in Frankreich, Spanien, Lateinamerika, Portugal, Thailand, Ungarn, Polen, Indonesien, Italien und auf den Philippinen. Darüber hinaus wurde er auch ins Chinesische und Russische übersetzt.
Es sind zwei Fernsehfilme zu Death Note erschienen. Am 31. August 2007 lief in Japan ein 130 Minuten langes Special namens Death Note Relight 1: Visions of a God, welches den Kampf zwischen Light Yagami und L nochmals mit veränderten Dialogen und einem veränderten Ende zusammenfasst. Offiziell handelt es sich bei diesem Special um eine Erzählung der Geschichte aus Sicht des Shinigami Ryuk, jedoch werden zum Großteil sowohl die alten Perspektiven verwendet, als auch Momente dargestellt, in denen sich Ryuk nicht am Handlungsort befand. Das Special wurde auch auf Englisch und Spanisch veröffentlicht. Am 22. August 2008 folgte der zweite Film Death Note Relight 2: L’s Successors, der eine Fortsetzung einige Jahre nach der Serie erzählt. Das Special mit 93 Minuten Laufzeit wurde auch ins Englische übersetzt. Die deutsche Veröffentlichung der beiden Filme erfolgte am 15. März und 17. Mai 2019 bei Kazé Anime.

#### Synchronisation
Die Namen aller Charaktere und ihrer Synchronsprecher sind in westlicher Reihenfolge angegeben (Vorname, Familienname). Die deutsche Synchronfassung entstand bei G&G Tonstudios unter der Regie von Richard Westerhaus und nach einem Dialogbuch von Christian Schneider.

| Charakter       | Japanische Synchronsprecher (Seiyū) | Deutsche Synchronsprecher |
| --------------- | ----------------------------------- | ------------------------- |
| Light Yagami    | Mamoru Miyano                       | Kim Hasper                |
| L               | Kappei Yamaguchi                    | Julien Haggége            |
| Ryuk            | Shidō Nakamura                      | Bernd Kuschmann           |
| Rem             | Kimiko Saitō                        | Michaela Kametz           |
| Misa Amane      | Aya Hirano                          | Magdalena Turba           |
| Near            | Noriko Hidaka                       | Hannes Maurer             |
| Mello           | Nozomu Sasaki                       | Nico Sablik               |
| Hideki Ide      | Hideo Ishikawa                      | René Dawn-Claude          |
| Soichiro Yagami | Naoya Uchida                        | Erich Räuker              |
| Matt            | Tomohiro Nishimura                  | Richard Westerhaus        |
| Teru Mikami     | Masaya Matsukaze                    | Lars Schmidtke            |
| Naomi Misora    | Naoko Matsui                        | Silke Linderhaus          |
| Jealous         | Ken'ichi Matsuyama                  | Olaf Reichmann            |

### Soundtracks
Für die Serie wurden mehrere Soundtracks veröffentlicht, sowohl für die Real-Verfilmungen als auch für die Anime Folgen. Sound of Death Note ist der Soundtrack für die erste Realverfilmung Death Note, komponiert und ausgeführt von Kenji Kawai. Er wurde am 17. Juni 2006 von VAP veröffentlicht. Sound of Death Note the Last Name ist der Soundtrack für den zweiten Death-Note-Film, Death Note: The Last name. Er wurde am 2. November 2006 veröffentlicht. Death Note Tribute ist ein Tribut-Album, der dem Live-Action-Film Death Note gewidmet wurde. Veröffentlicht von BMG Japan am 21. Juni 2006, es enthält 15 Tracks von verschiedenen Interpreten, wie zum Beispiel Shikao Suga, M-Flo, Buck-Tick und Aya Matsuura. Der Soundtrack enthielt zusätzlich ein Cosplay Death Note Notebook. Ein weiteres Tribut-Album ist The Songs for Death Note The Movie ~ The Last Name Tribute, für den zweiten Film. Veröffentlicht von Sony Music Entertainment Japan am 20. Dezember 2006, es enthält 14 Tracks von verschiedenen Interpreten, wie zum Beispiel Orange Range, Abingdon Boys School, High and Mighty Color, Doping Panda und Galneryus.
Die Musik für den Anime wurde von Yoshihisa Hirano und Hideki Taniuchi komponiert. Die Komponisten setzten auf klassische Klänge: Chorgesänge, dramatische Streichermelodien und orchestrale Stücke. Die CDs wurden ebenfalls von VAP veröffentlicht. Der erste war Death Note Original Soundtrack, welcher in Japan am 21. Dezember 2006 veröffentlicht wurde. Er enthält Musik von der Serie mit den ersten Eröffnungs- und Abschlussthemes gesungenen von der japanischen Band Nightmare im Fernsehgrößenformat. Death Note Original Soundtrack II wurde erstmals am 21. März 2007 in Japan veröffentlicht. Der Soundtrack enthält ein neues Eröffnungs- und Abschlusstheme von Maximum the Hormone im Fernsehgrößenformat. Die dritte CD, Death Note Original Soundtrack III, wurde am 27. Juni 2007 veröffentlicht. Die Tracks 1–21 wurden von Taniuchi komponiert und ausgeführt, während die Tracks 22–28 von Hirano komponiert und ausgeführt wurden. Das Album enthält einen Song von Aya Hirano, die auch der Seiyū von Misa Amane in der Anime-Serie ist. Außerdem ist das Abschlusstheme Coda ~ Death Note enthalten, welches am Ende der letzten Folge während der Credits gespielt wird.

### Videospiele
Es gibt drei Death-Note-Videospiele, die alle exklusiv für den Nintendo DS, und bis jetzt ausschließlich auf Japanisch erschienen sind:
- Death Note: Kira Game (Desu Nōto Kira Gēmu デスノート キラゲーム) ist das erste Spiel der Reihe und wurde am 15. Februar 2007 veröffentlicht. Der Spieler übernimmt die Rolle eines Charakters und kann als dieser die Rolle des L oder des Kira übernehmen. Anschließend liegt es an den unterschiedlichen Parteien mit Hilfe des Ermittlungsteams den jeweiligen Gegenspieler auszumachen und zu töten. Diese Spielweise ähnelt stark dem Gesellschaftsspiel Mafia. Neben einem Einzelspielermodus besitzt das Spiel auch einen Spielmodus für mehrere menschliche Spieler.
- Death Note: L’s Successor (Desu Nōto Eru o Tsugu Mono デスノート Lを継ぐ者) Das zweite Spiel erschien am 12. Juli 2007 und ist eine Fortsetzung des ersten Spiels, wobei sich die Handlung hier mit dem zweiten Teil der Mangareihe und Charakteren wie Mello und Near beschäftigt.
- L the Prologue to Death Note -Rasen no Wana- (L the proLogue to DEATH NOTE -螺旋の罠- L the proLogue to DEATH NOTE -Rasen no Torappu-) ist das dritte und bisher neueste Spiel der Serie. Es wurde in Japan am 7. Februar 2008 veröffentlicht. In diesem Spiel übernimmt der Spieler die Rolle eines FBI-Agenten, der mit Hilfe von L aus einem Hotel entkommen muss. Zeitlich spielt das Spiel vor den Ermittlungen des Kira-Falles.

Verschiedene Charaktere aus Death Note tauchen außerdem in den Spielen Jump Super Stars und Jump Ultimate Stars auf, einem Beat ’em up, in dem viele Charaktere aus Shōnen-Jump-Titeln vorkommen. Light, Ryuk und L sind in Jump Super Stars als Charaktere verfügbar. In Jump Ultimate Stars sind auch Misa, Near und Mello hinzugefügt worden.

### Light Novel
Am 1. August 2006 wurde die Light Novel Death Note: Another Note: Los Angeles BB Renzoku Satsujin Jiken (DEATH NOTE アナザーノート ロサンゼルスBB連続殺人事件, Death Note: Anazā Nōto Rosangerusu BB renzoku satsujin jiken), geschrieben von Ishin Nishio, bei Shūeisha veröffentlicht. Die erste Light Novel ist am 23. Mai 2008 bei Tokyopop auch in Deutschland erschienen. Sie findet vor den Ermittlungen im Kira-Fall statt und beschreibt die früheren Ermittlungen von L und der FBI-Agentin Naomi Misora vom Standpunkt des Charakters Mello aus.
Im November 2008 folgte eine zweite Light Novel mit dem Titel Death Note: L change the WorLd in Deutschland. Sie ist als Fortsetzung der ersten zwei Death-Note-Verfilmungen zu sehen, in der die letzten 23 Lebenstage von L geschildert werden.
Im Dezember 2014, anlässlich des 10-jährigen Jubiläums der Mangareihe, erschien bei Tokyopop eine Neuauflage beider Light Novels jeweils mit neuen Covern und im kleineren Format.

### Musical
Das Musical basiert auf der Manga- und Animevorlage und wurde am 6. April 2015 im Nissay Theater in Tokio uraufgeführt. Die Musik ist von Frank Wildhorn, mit den Songtexten von Jack Murphy und dem Buch von Ivan Menchell.

#### Songs
Act I
- Where is the Justice? – Light, Ensemble
- They're Only Human – Ryuk, Rem
- Death Note – Light
- Kira! – Ryuk, Ensemble
- Ready to Love – Misa
- My Hero – Sayu, Misa
- The Game Begins – L
- Don't Cross That Line – Light, Soichiro
- Secrets and Lies – Light, L
- Death Note (Reprise) – Light
- Where is the Justice? (Reprise) – Light, L, Misa, Ensemble

Act II
- A Cruel Dream – Misa, Rem
- Stalemate – Light, L, Misa
- I'll Only Love You More – Misa
- The Unshakable Truth – Ensemble
- A Cruel Dream (Reprise) – Rem, Ryuk
- Honor bound – Soichiro
- Playing His Game – Light, L, Ensemble
- The Value of Life – Misa
- When Love Comes – Rem
- Last Moments – Light, L, Ryuk
- Requiem – Soichiro, Sayu, Misa, Ensemble

#### Besetzung
| Rolle           | US Concept Album (2015) | Tokio, Japan (2015)            | Seoul, Südkorea (2015) | Seoul, Südkorea (2017) | Toyama, Osaka und Tokio, Japan (2017) | Tokio, Japan (2020)         | Seoul, Südkorea (2022)          | Rio de Janeiro, Brasilien (2022) | Seoul, Südkorea (2023)         |
| --------------- | ----------------------- | ------------------------------ | ---------------------- | ---------------------- | ------------------------------------- | --------------------------- | ------------------------------- | -------------------------------- | ------------------------------ |
| Light Yagami    | Jeremy Jordan           | Kenji Urai und Hayato Kakizawa | Hong Kwang-Ho          | Han Ji-Sang            | Kenji Urai und Hayato Kakizawa        | Ryouta Murai und Shouma Kai | Hong Kwang-Ho und Go Eun-Seong  | Paulo Mendes                     | Hong Kwang-Ho und Go Eun-Seong |
| L               | Jarrod Spector          | Teppei Koike                   | Kim Junsu              | Kim Junsu              | Teppei Koike                          | Fu Takahashi                | Kim Junsu und Kim Sung-Cheol    | Arthur Salerno                   | Kim Junsu und Kim Sung-Cheol   |
| Ryuk            | Eric Anderson           | Kotaro Yoshida                 | Kang Hong-Suk          | Kang Hong-Suk          | Kazutaka Ishii                        | Eiji Yokata                 | Kang Hong-Suk und Seo Kyung-Soo | Bernardo Mastena                 | Seo Kyung-Soo und Jang Ji-Hoo  |
| Rem             | Carrie Manolakos        | Megumi Hamada                  | Park Hye-Na            | Park Hye-Na            | Megumi Hamada                         | Park Hye-Na                 | Kim Sun-Young und Jang Eun-A    | Gabriele Barbosa                 | Jang Eun-A und Lee Young-Mi    |
| Misa Amane      | Adrienne Warren         | Fuka Yuzuki                    | Jung Sun-Ah            | Ben                    | Fuka Yuzuki                           | Sakura Kiryuu               | Kei und Jang Min-Je             | Yasmin Zinganshin                | Jang Min-Je und Ryu In-Ah      |
| Soichiro Yagami | Michael Lanning         | Takeshi Kaga                   | Lee Jong-Moon          | Seo Young-Ju           | Tetsuya Bessho                        | Kiyotaka Imai               | Seo Beom-Seok                   | Davi Garnier                     | Seo Beom-Seok und Kim Yong-Soo |
| Sayu Yagami     | Laura Osnes             | Ami Maeshima                   | Lee Su-Bin             | Lee Su-Bin             | Karin Takahashi                       | Hirari Nishida              | Ryu In-Ah                       | Rayssa Gomes                     | Park Hyeon-Soo                 |

### Hörspiel
Eine deutschsprachige Hörspieladaption erschien in zwölf Teilen zwischen dem 26. Oktober 2018 und dem 28. Februar 2019 bei Lübbe Audio. Die Drehbücher verfasste Jonathan Clements. Ursprünglich waren auch eine englisch-, sowie eine französischsprachige Produktion geplant, bisher wurden diese Pläne jedoch nicht weiterverfolgt. Was die Handlung betrifft hält sich die Hörspielserie während der ersten neun Folgen sehr eng an die Vorlage, weicht in den letzten dreien jedoch deutlich von dieser ab.
| Charakter       | Sprecher          |
| --------------- | ----------------- |
| Light Yagami    | David Turba       |
| L               | Fabian Hollwitz   |
| Ryuk            | Marlin Wick       |
| Rem             | Gabriele Blum     |
| Misa Amane      | Yesim Meisheit    |
| Near            | David Wittmann    |
| Mello           | Maximilian Artajo |
| Watari          | Lutz Mackensy     |
| Soichiro Yagami | Thomas Schmuckert |
| Teru Mikami     | Rainer Fritzsche  |
| Naomi Misora    | Vera Teltz        |
| Touta Matsuda   | Mario Hassert     |

### Merchandising
Zur Serie erschien Merchandising in diversen Formen, darunter Actionfiguren und Modelle sowie Kleidung. Dieses wurde auch international vermarktet, unter anderem als Teil einer Cross-Media-Strategie des australischen Verlags Madman Entertainment, der das Merchandising parallel zum Manga und den Filmen herausbrachte.

## Rezeption

### Erfolg und Kritiken
Die ersten zehn Bände des Mangas verkauften sich in Japan bis Mai 2006 über 15 Millionen Mal. Nach Abschluss der Serie im gleichen Jahr, in dem auch die Animeserie herauskam, verkauften sich die Bände weiterhin gut. Bis 2017 wurden so insgesamt 26,5 Millionen Exemplare verkauft und die Serie stand auf Platz 74 der meistverkauften Mangas aller Zeiten. Sowohl in Japan als auch international errang die Serie Kultstatus, vor allem unter Jugendlichen, der von diversen Verboten oder Verbotsversuchen noch bestärkt wurde.
Im Jahr 2007 war Death Note für den Osamu-Tezuka-Kulturpreis und den Seiun-Preis nominiert. Der Manga gewann den britischen Eagle Award für den beliebtesten Manga 2007, den Publikumspreis Sondermann auf der Frankfurter Buchmesse in der Kategorie Manga/Manhua International und den Animania-Award. 2008 wurde die Serie für den Preis des Festival International de la Bande Dessinée d’Angoulême nominiert. Im gleichen Jahr wurde die Serie von einer Washingtoner Organisation von Bibliothekaren für den Evergreen Young Adult Book Award nominiert.
Die Geschichte erzähle durch „hyperrealistischen Bilder, deren Rasanz von den kurzen Dialogen kaum behindert wird“, so Barry Stone in 1001 Comics, die Sie lesen sollten, bevor das Leben vorbei ist. Die Idee des „Todesbuches“ habe einen Nerv getroffen, wie sich am Erfolg der Serie zeige. Die Serie sei „eine der seltsamsten“ des Magazins Shōnen Jump, so Jason Thompson, und ein „unerbittliches Psychospiel“ immer weiterführender Vermutungen und Pläne der Protagonisten. Die übernatürliche Idee werde zu ihren logischen Endergebnissen durchgespielt, wobei die meiste Action nur im Kopf der Figuren stattfinde. Auch wenn die Geschichte zum Ende hin an Plausibilität verliere, bleibe der Manga mit seinen vielen Wendungen einer der am besten geschriebenen. Death Note zeige eine der seltenen Fälle eines „wahren faustischen Antihelden“ in einem Shōnen-Manga und meistere im Stil die Balance zwischen ausreichend Freundlichkeit, um Sympathie für die Charaktere aufzubauen, und einem zum düsteren Thema passenden, kühlen Photorealismus.
Die deutsche Zeitschrift Animania schreibt anlässlich der deutschen Erstveröffentlichung, der Manga biete einen „höchst spannenden, mit Mystery-Elementen versehenen, dramatischen Thriller“. Dessen besonderer Reiz liege in der plötzlichen Macht des Oberschülers – eine Rolle in die wohl viele Leser einmal schlüpfen wollten – und die sich daraus ergebenden moralischen Zwänge. Die Panels seien „angenehm minimalistisch strukturiert“, während die Charaktere durch „ausdrucksstarkes Minenspiel positiv herausstechen“. Die Mangaszene nennt die Geschichte „ungemein spannend“, besonders interessant sei Lights Charakterisierung durch die Gespräche mit Ryuk und die sich ergebenden moralischen Fragen. Zeichnerisch sei der Manga jedoch nicht umwerfend und er biete auch wenig Action, was bei einem „fesselnden Thriller“ jedoch nicht störe.
Der Anime, schreibt die Animania, setze die Vorlage mit wenig Änderungen und „viel Liebe zum Detail“ um, „konzentriert sich auf die Gefühle und raffinierten Gedankengänge der Protagonisten“. Wie die Vorlage fokussiert sich die Handlung auf die Intelligenzduelle und verlange daher Konzentration vom Zuschauer. „Zahlreiche überraschende Wendungen und hochinteressante Figuren“ hielten den Zuschauer in Atem, der zudem immer wieder zur neuen moralischen Beurteilung der Geschehnisse gezwungen werde. Die Animationsqualität liege über Durchschnitt und klassische und digitale Animation spielten harmonisch zusammen. Lights Eintragungen in das Death Note seien actionreich und wirkungsvoll inszeniert; die wenigen störenden Standbilder durch viele lebendige Szenen wettgemacht. Auch das düstere Ambiente, die Inszenierung mit Licht und Schatten sowie Farbwechseln seien gelungen, wirkten „unbehaglich und zuweilen unheimlich“. Auch das Charakterdesign sei nah an der Vorlage und bringe die unterschiedlichen Charaktere zur Geltung, Hervorragend gelungen sei ebenso die musikalische Untermalung und das Sounddesign. Die deutsche Synchronisation sei gut umgesetzt. Der Anime sei ein „Toptitel“ seiner Saison, so die Mangaszene: ein Muss mit hervorragender Animation, großartiger Musik und erstklassigen Sprechern.

### Nachwirkungen
Innerhalb der Buchreihe Treehouse of Horror, die Halloween-Ausgabe der Simpsons Comics, wurde in der 14. Ausgabe eine Anspielung auf Death Note veröffentlicht. Die Zeichnungen stammen von der kanadischen Künstlerin Nina Matsumoto, die zuvor wegen ihrer Parodie auf der Onlineplattform DeviantART aufgefallen war.
Ende September 2007 fand die belgische Polizei in einem Stadtpark der Gemeinde Saint-Gilles/Sint-Gillis nahe Brüssel mehrere Leichenstücke, neben denen ein Zettel lag mit den Worten „Watashi wa Kira dess“ („Ich bin Kira“), ein (falsch geschriebener) Satz, der im Anime eine wichtige Rolle einnimmt. Später fanden die Ermittler auch eine Spur aus Reiskörnern, die zu einem in das Gras gezeichneten, vermutlich japanischen Zeichen führten. Wegen des Bezugs zu Death Note wurde der Fall als „Mangamoord“ („Manga-Mord“) medial bekannt. Der Mord konnte im September 2010 aufgeklärt werden. Vier junge Männer wurden festgenommen, da drei von ihnen zugaben, dass sie das bei ihnen wohnende Opfer im Verlauf eines Streites erschlagen haben. Die Männer waren Fans der Mangaserie. 2013 wurden die drei Männer zu Gefängnisstrafen von 20 und 23 Jahren verurteilt.
Seit 2007 kam es zu diversen Vorfällen in den Vereinigten Staaten und Australien, in denen Schüler mit eigenen Death-Note-Notizbüchern oder -Websites erwischt wurden, in denen sie Namen von Mitschülern, Lehrern oder anderen Menschen schrieben, teils mit Beschreibungen einer Todesart. Die Schüler wurden zeitweise oder dauerhaft suspendiert, teilweise auch kurzfristig in Gewahrsam genommen, und es folgte stets eine mediale Debatte für den Vorfall. In Teilen von China und Taiwan wurde der Manga an Schulen verboten oder die Eltern vor der Serie gewarnt, nachdem Schüler ihre Notizbücher als Death Notes „umgewidmet“ und die Namen anderer Schüler und Lehrer hineingeschrieben hatten.